# Купичволя
Купичволя (укр. Купичволя) — село в Великомостовской городской общине Шептицкого района Львовской области Украины. Расположено на реке Желдец.
Население по переписи 2001 года составляло 847 человек. Занимает площадь 27,230 км². Почтовый индекс — 80341. Телефонный код — 3252.